# Handwerk magazin
Das handwerk magazin ist ein bundesweit erscheinende Wirtschaftsmagazin für Handwerksunternehmer in Deutschland. Es wird von der Holzmann Medien GmbH & Co. KG verlegt.

## Inhalte
Im Fokus der Berichterstattung stehen Themen aus den Ressorts „Markt & Innovationen“, „Betrieb & Management“, „Finanzen & Versicherungen“, „Steuern und Recht“ und monatlich aktuelle Titelthemen sowie Trends im Handwerk. Einen Schwerpunkt bilden Themen, die die Entscheidungssicherheit bei größeren Investitionen festigen sollen, wie z. B. Fuhrparkmanagement, IT- und TK-Ausstattung sowie die Anschaffung und Finanzierung von Maschinen, sowie die Berichterstattung über Versicherung und Altersvorsorge für Unternehmer sowie die persönliche Geldanlage.
Zum Markenkranz zählen neben dem Stammheft, welches 11-mal im Jahr erscheint (Doppelausgabe 7–8), die Website, die beiden Newsletter Unternehmertipp und Steuern und Recht, Social-Media-Kanäle (facebook, twitter, Instagram) sowie Preise/Awards und Seminare.
handwerk magazin hat eine verbreitete Auflage von 77.089 Exemplaren, davon sind 53.476 Freistücke (kostenlos abgegebene Exemplare). Die aktuelle Online-Reichweite lt. IVW im August 2020: Visits: 138.156 / PageImpressions: 226.174.